# Willie Wise and His Motor Boat
Willie Wise and His Motor Boat è un cortometraggio muto del 1911 diretto da Ashley Miller.

## Produzione
Il film fu prodotto dalla Edison Manufacturing Company.

## Distribuzione
Distribuito dalla General Film Company, il film - un cortometraggio di 198 metri - uscì nelle sale cinematografiche statunitensi l'11 novembre 1911. Nelle proiezioni, veniva programmato con il sistema dello split reel, accorpato in un'unica bobina con un altro cortometraggio prodotto dalla Edison, il documentario Icebergs Off the Coast of Labrador.